# 新平駅
新平駅（シンピョンえき）は、大韓民国釜山広域市沙下区にある、釜山交通公社1号線の駅。駅番号は101。

## 駅構造
相対式ホーム2面2線を有する地上駅で、スクリーンタイプのホームドアが設置されている。改札階は地下1階で、改札口は2ヶ所あるが、両方とも上下ホーム別々に設置されており改札内でのホーム間の移動はできない。出入口は8箇所に設けられており、2番出口は併設駐車場に繋がっている。
当駅に隣接する形で新平車両事務所（車両基地）があるため、当駅を始発・終着とする列車が多大浦海水浴場方面と老圃方面の双方向に設定がある。

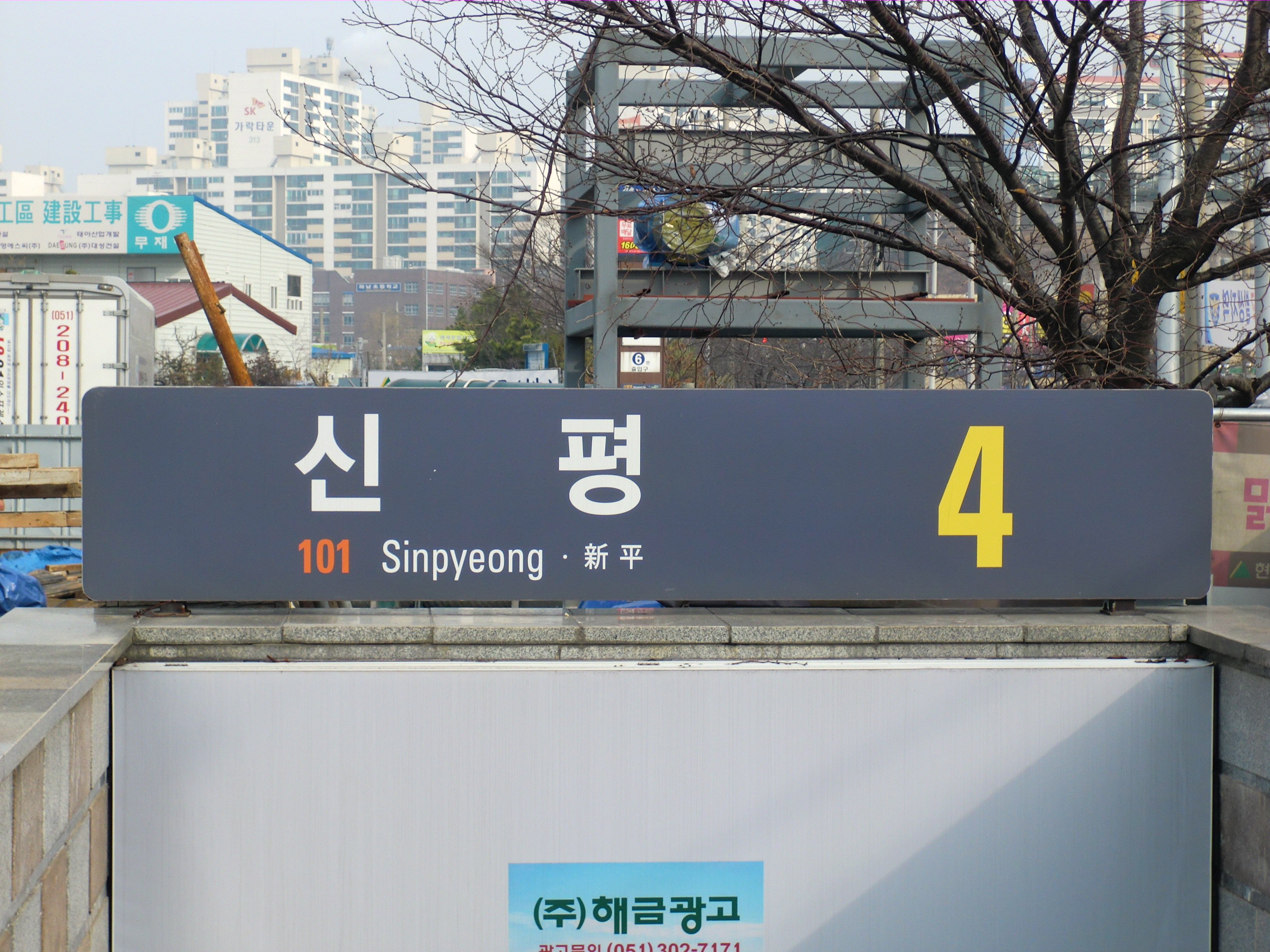
4番出入口（2012年3月）
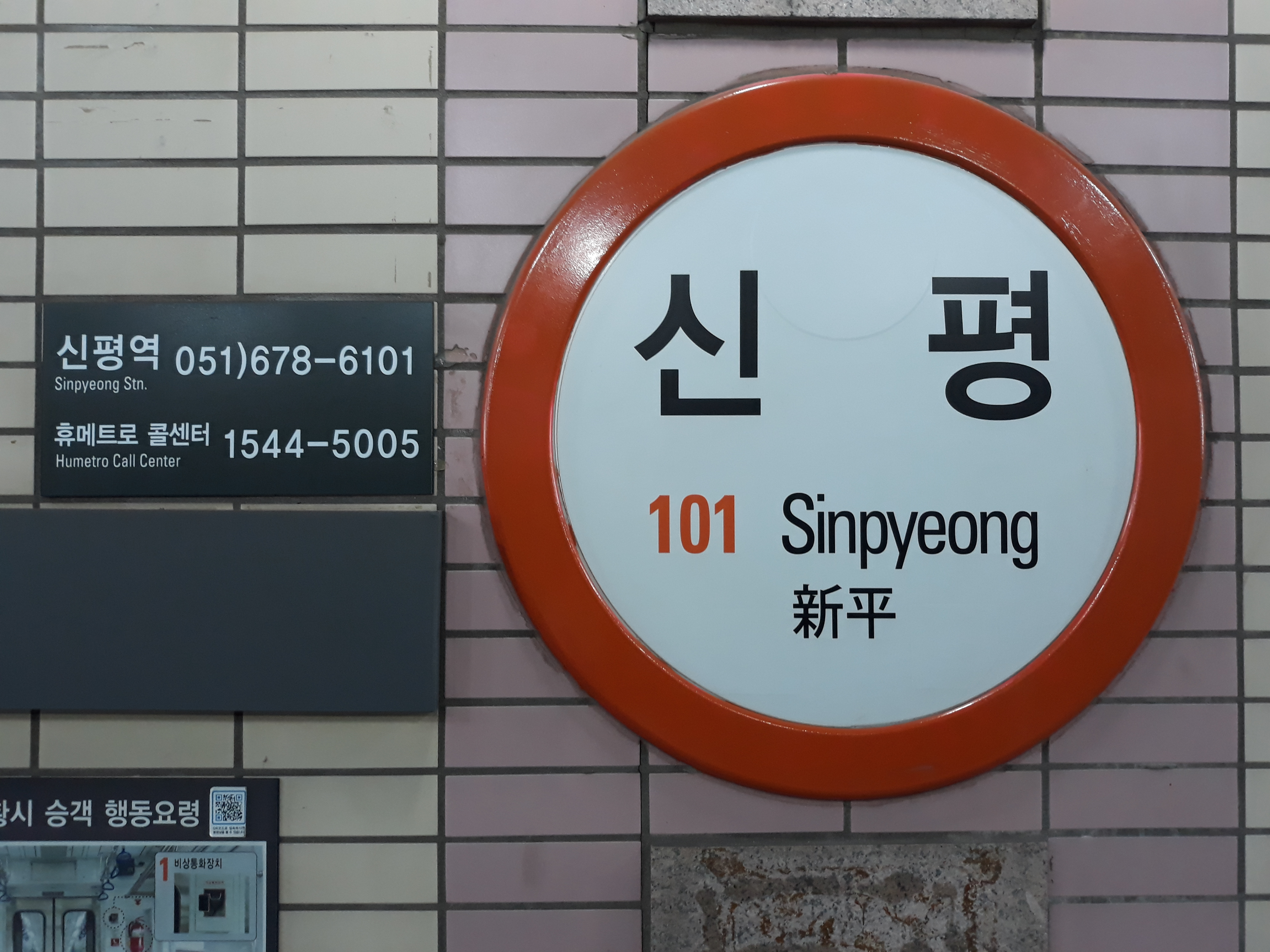
駅名標

### のりば
| 上り | 1号線 | 多大浦海水浴場方面 |
| 下り | 1号線 | 老圃方面           |

## 歴史
- 1994年6月23日 - 1号線当駅 - 西大新洞（現・西大新）間の開通に伴い、起点駅として開業。
- 2017年4月20日 - 多大浦海水浴場 - 当駅間の開業に伴い、途中駅となる。

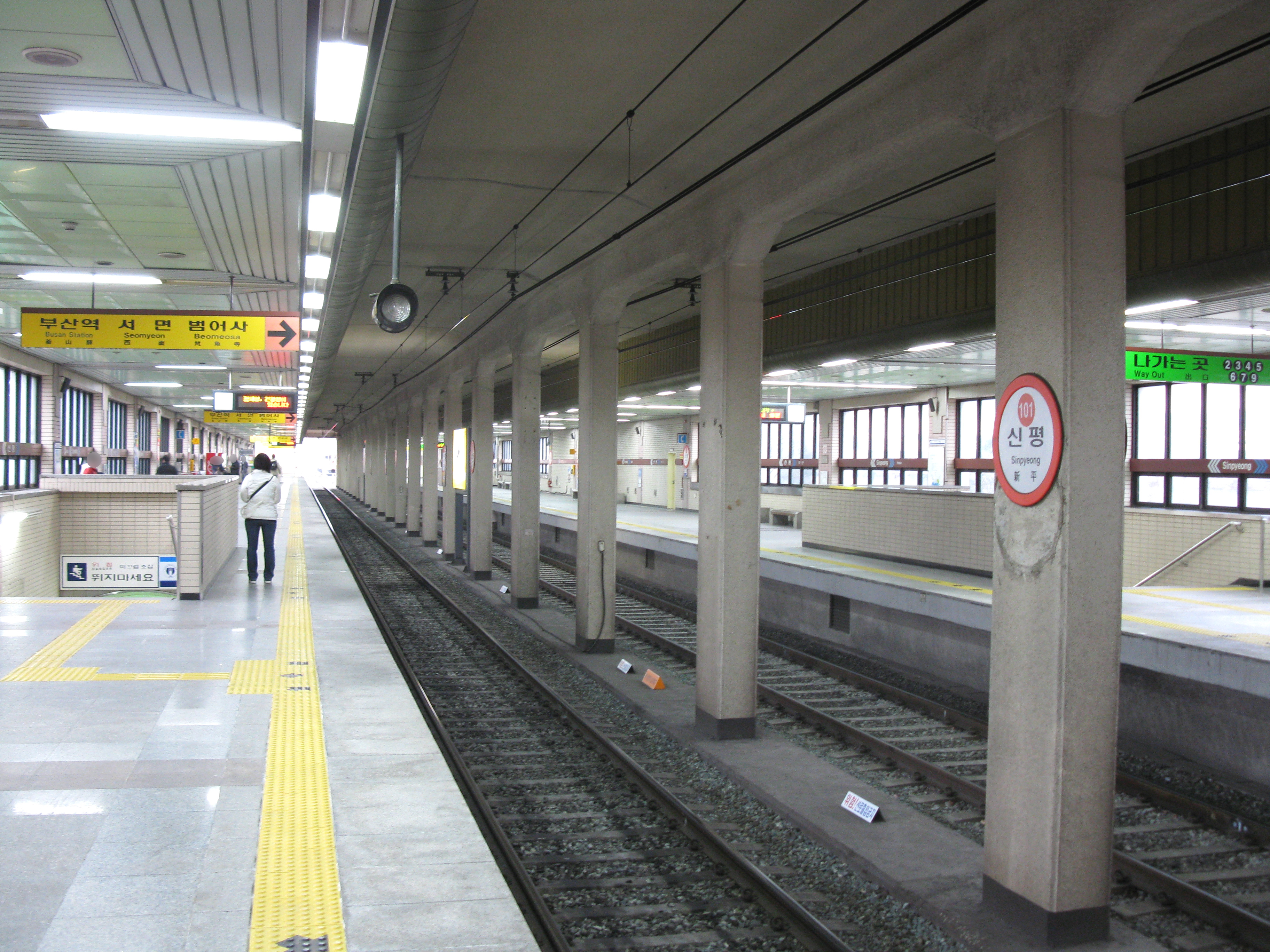
ホームドア設置前（2009年2月）
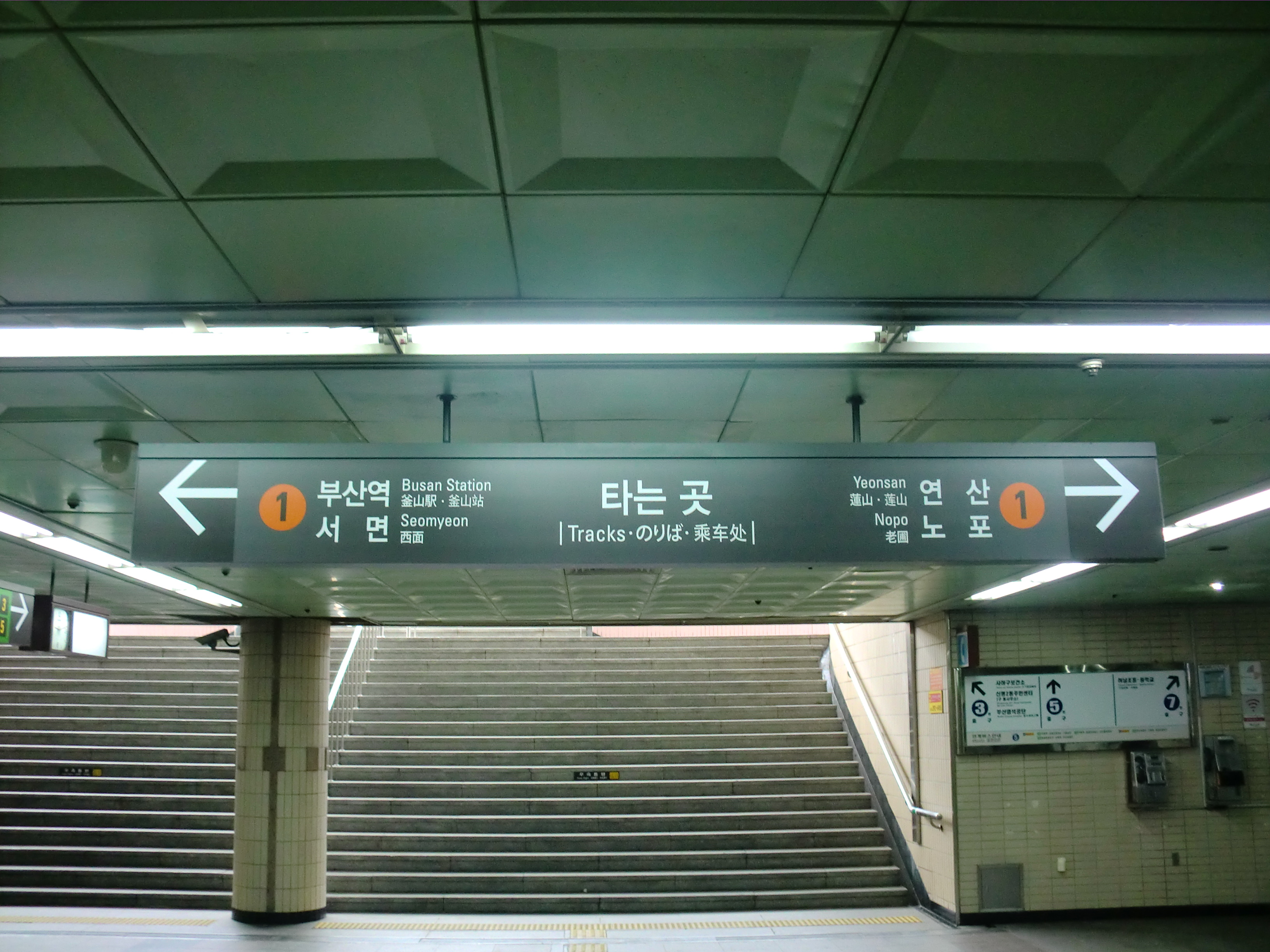
延伸前のホーム案内（2012年3月）

## 駅周辺
- 釜山交通公社新平車両事務所
- 釜山染色産業団地
- 新平・長林産業団地
- 沙下区保健所
- 新平2洞行政福祉センター
- 新平初等学校
- 新南初等学校
- 下南中学校
- 新平レポーツ公園

## 隣の駅
釜山交通公社
 1号線
トンメ駅 (100) - 新平駅 (101) - 下端駅 (102)